# كهف وندر (سان ماركوس، تكساس)
كهف وندر (بالإنجليزية: Wonder Cave)‏؛ هو كهف يقع في مقاطعة هايز في الولايات المتحدة.

## السياحة
يعد «كهف وندر» أحد مواقع الجذب السياحي في مقاطعة هايز في ولاية تكساس الأمريكية.